# Ali Nazmi
Ali Nazmi (Əli Nəzmi, Ali Nazmi Memmedzade; Sarov. 1878. – Baku, 1946. január 1.) azerbajdzsáni költő, irodalomkritikus, műfordító. A 20. századi azerbajdzsáni realizmus képviselője, Mirza Alakbar Sabir utódja. William Shakespeare Lear király című drámájának első fordítója azeri nyelven.

## Munkássága

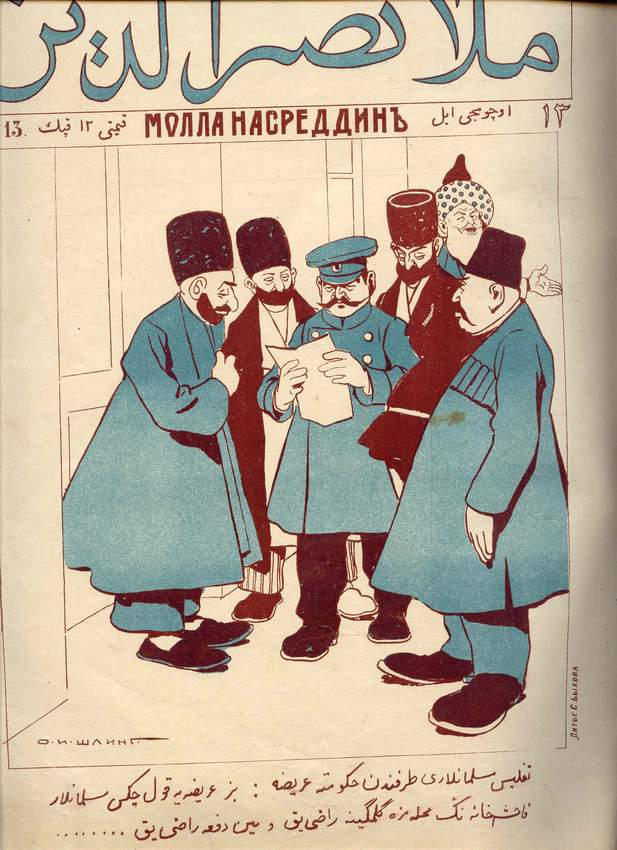
A Molla Nəsrəddin magazin

Az első, A faluba induló költeményét 1904-ben tették közzé a Şәrqirus újságban. 1926 és 1931 között a Molla Nəsrəddin magazin titkára volt. Verseiben és szatíráiban a családi élet kereteit túllépve foglalkozott korának sürgetőbb problémáival, társadalmi eseményeivel, a társadalom változásaival, szembeszállt a gyarmatosítással és terjesztette a szabadság gondolatát.
A második világháború alatt több szatírát írt (Hitler uniója az ördöggel, A farkas tiltakozása Isten ellen, A hazám). Az azerbajdzsáni nyelv tisztaságára törekedett a pántörök ideológia és a pániszlámisták ellen. A halála után a művei közül többször jelentettek meg válogatást 1950-ben, 1959-ben és 1979-ben.

## Művei
- Sijimqulunamə (Baku, 1927)
- Bəlkə bu yaxşı oldu (Baku, 1930) Talán jó volt (versek)
- Üç məşədi (Baku, 1935) Három fáklya
- Satira mərmiləri (Baku, 1945) Szatíra kagyló
- Seçilmiş şerlər (Baku, 1950) Válogatott versek
- Seçilmiş əsərləri (Baku, 1959) Kiválasztott művek
- Əerlər (Baku, 1963) Versek
- Seçilmiş şerlər, felyetonlar, məqalələr (Baku, 1979) Válogatott versek, cikkek

## Emlékezete
- A Becsület temetőben (Fəxri Xiyaban) helyezték végső nyugalomra Bakuban.[1]
- Bakuban utcát neveztek el róla (Əli Nəzmi küçəsi).[2]

## Fordítás
- Ez a szócikk részben vagy egészben  az   Ali Nazmi című angol Wikipédia-szócikk ezen változatának fordításán alapul.  Az eredeti cikk szerkesztőit annak laptörténete sorolja fel. Ez a jelzés csupán a megfogalmazás eredetét és a szerzői jogokat jelzi, nem szolgál a cikkben szereplő információk forrásmegjelöléseként.